# Martin Hayes
Martin Hayes (ur. 24 października 1959 w Two-Miles-Borris) – irlandzki duchowny rzymskokatolicki, biskup Kilmore od 2020.

## Życiorys

### Prezbiterat
Święcenia kapłańskie otrzymał 10 czerwca 1989 i został inkardynowany do archidiecezji Cashel i Emly. Po święceniach i studiach w Rzymie został wykładowcą i ekonomem Kolegium św. Patryka w Thurles. W latach 2002–2017 pracował duszpastersko, a przez kolejne trzy lata kierował programem rozwoju duszpasterskiego w archidiecezji.

### Episkopat
29 czerwca 2020 papież Franciszek mianował go ordynariuszem diecezji Kilmore. Sakry biskupiej udzielił mu 20 września 2020 roku arcybiskup Eamon Martin.